# ساندرا راول
ساندرا راول (ایتالیایی: Sandra Ravel؛ ۱۶ ژانویه ۱۹۱۰ – ۱۳ اوت ۱۹۵۴) بازیگر اهل ایتالیا بود.

از فیلم‌ها یا برنامه‌های تلویزیونی که وی در آن نقش داشته‌است، می‌توان به آقای پارکس مرموز اشاره کرد.